# Vyšná Myšľa
Vyšná Myšľa (in ungherese Felsőmislye) è un comune della Slovacchia facente parte del distretto di Košice-okolie, nella regione di Košice.